# Altuna kyrka
Altuna kyrka tillhör Fjärdhundra församling i Uppsala stift och var fram till församlingssammanslagningen 2006 församlingskyrka i Altuna församling. Kyrkan finns på landsbygden ett par mil nordväst om Enköping och står på en liten kulle med utsikt över Altuna socken.

## Medeltidskyrkan
Alldeles nedanför den kulle där nuvarande kyrka står uppfördes en medeltida stenkyrka. Avbildningar av Johan Hadorph och Olof Grau visar en typisk Upplandskyrka av gråsten med vapenhus i sydväst och sakristia i nordost. Vid norra sidan fanns ett tillbyggt kapell och vid södra sidan en utbyggnad som liknade en korsarm. Under mitten av 1600-talet revs östra gaveln och byggdes upp igen från grunden. Utifrån räkenskaperna vet man att kyrkorummet hade tegelvalv. En besiktning genomfördes 1807 då man kom fram till att en grundlig reparation eller nybyggnad var nödvändig. På 1830-talet aktualiserades byggnadsplanerna och nu ville man ha en ny kyrka.

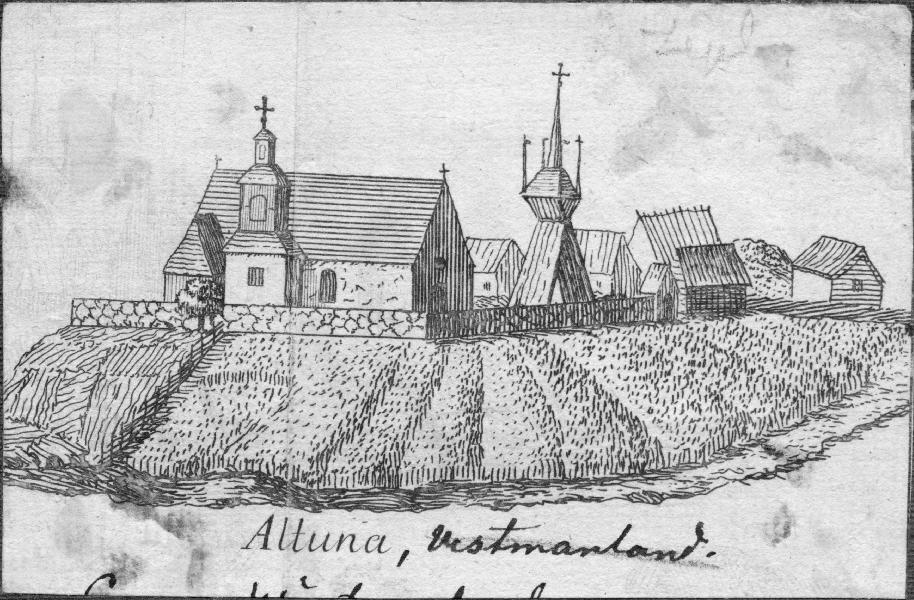
Altunas medeltida kyrka

## Nuvarande kyrkobyggnad
Nuvarande kyrka uppfördes 1850 efter ritningar av arkitekt Johan Fredrik Åbom. Kyrkan är byggd i nyklassicism med inslag av nygotik och består av ett enskeppigt långhus med kyrktorn och huvudingång i väster. Kyrktornet har ljudgluggar och kröns av en lanternin med förgyllt kors. Vid långhusets östra sida finns koret och öster om koret finns en halvrund sakristia. Kyrkans södra och norra långsidor har varsin ingång. Ytterväggarna genombryts av stora rundbågiga fönster.
Kyrkorummet har vitmålade väggar och ett vitmålat tunnvalv. Korväggen har målningar som är utförda 1911 av J. Thulin.

## Inventarier
- Dopfunten av rosa marmor är troligen från omkring år 1300. Funten är huggen i åttapassform och har en stor och djup cuppa som saknar avtappningshål. Tillhörande dopskål är från 1600-talet.
- Predikstolen är samtida med nuvarande kyrka. Tillhörande timglas skänktes till kyrkan 1720.
- I kyrkan finns inte mindre än fem ljuskronor. En tioarmad ljuskrona av malm är från mitten av 1600-talet. Mitt i kyrkorummet finns en tolvarmad ljuskrona som skänktes till kyrkan 1652 av Gunilla Bielke. Längst bak i kyrkorummet finns en sexarmad ljuskrona som skänktes till kyrkan 1656 av Gunilla Bielke.
- En mässhake i grön sammet är från 1668. Mässhakens ryggstycke har broderier utförda på lila botten. Mässhaken renoverades 1951 på bekostnad av Altuna hembygdsförening. En röd mässhake av sammet bär årtalet 1740 och renoverades 1961.
- Kyrkan äger tre kyrkklockor, en stor och två mindre. Storklockan, som skänktes 1656 av Catharina Bielke, har gjutits om två gånger.

## Omgivning

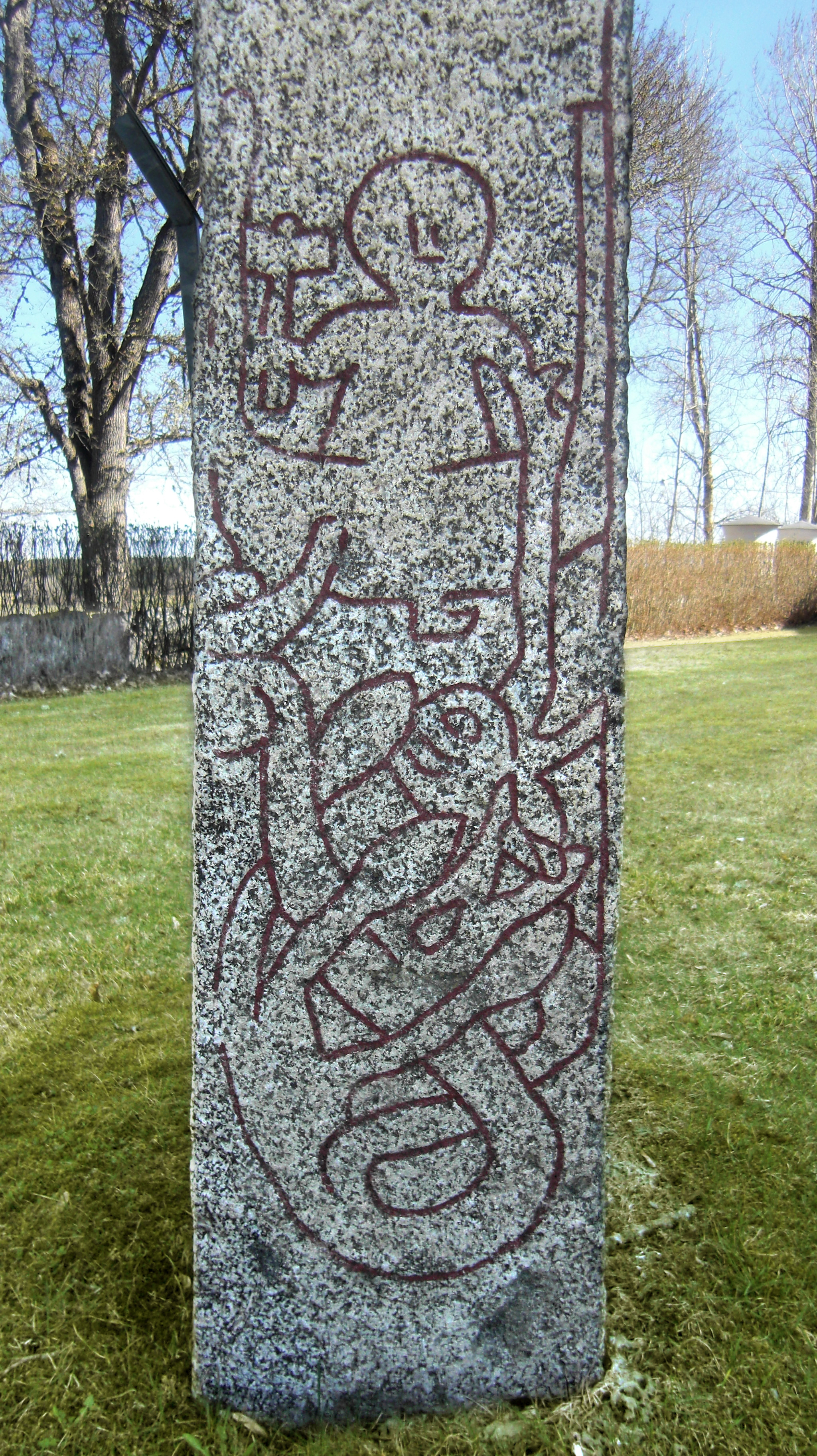
Altunastenen, U 1161.

På kyrkogården finns en runsten, Upplands runinskrifter 1161, som bland annat avbildar Tors fiskafänge. På kyrkogården finns två fristående gravkor. Äldst av dessa är det Creutz-Cronhielmska gravkoret som ursprungligen uppfördes 1678 och som var ihopbyggt med gamla kyrkan. Vid nya kyrkans tillkomst var avsikten att bevara gravkoret, men eftersom det skulle hamna snett i förhållande till nya kyrkan lät man 1852 uppföra gravkoret på nytt från grunden. 1926 restaurerades gravkoret av Arvid Stille. Vid kyrkans nordöstra hörn står det von Engeströmska gravkoret från 1880-talet, som är en röd åttasidig tegelbyggnad.

### Webbkällor
- anläggningspresentation
- Svenska kyrkan i Enköping informerar